# Golden Globe 1962
La 19ª edizione della cerimonia di premiazione di Golden Globe si è tenuta il 5 marzo 1962 al Beverly Hilton Hotel di Los Angeles, California.

## Premi per il cinema
Vengono di seguito indicati in grassetto i vincitori. Ove ricorrente e disponibile, viene indicato il titolo in lingua italiana e quello in lingua originale tra parentesi.

### Miglior film drammatico
- I cannoni di Navarone (The Guns of Navarone), regia di J. Lee Thompson
- El Cid, regia di Anthony Mann
- Fanny, regia di Joshua Logan
- Splendore nell'erba (Splendor in the Grass), regia di Elia Kazan
- Vincitori e vinti (Judgment at Nuremberg), regia di Stanley Kramer

### Miglior film commedia
- Il molto onorevole ministro (A Majority of One), regia di Mervyn LeRoy
- Angeli con la pistola (Pocketful of Miracles), regia di Frank Capra
- Colazione da Tiffany (Breakfast at Tiffany's), regia di Blake Edwards
- Il cowboy con il velo da sposa (The Parent Trap), regia di David Swift
- Uno, due, tre! (One, Two, Three), regia di Billy Wilder

### Miglior film musicale
- West Side Story, regia di Jerome Robbins e Robert Wise
- Babes in Toyland, regia di Jack Donohue
- Fior di loto, regia di Henry Koster

### Miglior film promotore di Amicizia Internazionale
- Il molto onorevole ministro (A Majority of One), regia di Mervyn LeRoy
- Ponte verso il sole (Bridge to the Sun), regia di Étienne Périer
- Vincitori e vinti (Judgment at Nuremberg), regia di Stanley Kramer

### Miglior regista
- Stanley Kramer - Vincitori e vinti (Judgment at Nuremberg)
- Anthony Mann - El Cid
- Jerome Robbins e Robert Wise - West Side Story
- J. Lee Thompson - I cannoni di Navarone (The Guns of Navarone)
- William Wyler - Quelle due (The Children's Hour)

### Miglior attore in un film drammatico
- Maximilian Schell - Vincitori e vinti (Judgment at Nuremberg)
- Warren Beatty - Splendore nell'erba (Splendor in the Grass)
- Maurice Chevalier - Fanny
- Paul Newman - Lo spaccone (The Hustler)
- Sidney Poitier - Un grappolo di sole (A Raisin in the Sun)

### Migliore attrice in un film drammatico
- Geraldine Page - Estate e fumo (Summer and Smoke)
- Leslie Caron - Fanny
- Shirley MacLaine - Quelle due (The Children's Hour)
- Claudia McNeil - Un grappolo di sole (A Raisin in the Sun)
- Natalie Wood - Splendore nell'erba (Splendor in the Grass)

### Miglior attore in un film commedia o musicale
- Glenn Ford - Angeli con la pistola (Pocketful of Miracles)
- Fred Astaire - Il piacere della sua compagnia (The Pleasure of His Company)
- Richard Beymer - West Side Story
- Bob Hope - Uno scapolo in paradiso (Bachelor in Paradise)
- Fred MacMurray - Un professore fra le nuvole (The AbsentMinded Professor)

### Migliore attrice in un film commedia o musicale
- Rosalind Russell - Il molto onorevole ministro (A Majority of One)
- Bette Davis - Angeli con la pistola (Pocketful of Miracles)
- Audrey Hepburn - Colazione da Tiffany (Breakfast at Tiffany's)
- Hayley Mills - Il cowboy con il velo da sposa (The Parent Trap)
- Miyoshi Umeki - Fior di loto (Flower Drum Song)

### Miglior attore non protagonista
- George Chakiris - West Side Story
- Montgomery Clift - Vincitori e vinti (Judgment at Nuremberg)
- Jackie Gleason - Lo spaccone (The Hustler)
- Tony Randall - Amore, ritorna! (Lover Come Back)
- George C. Scott - Lo spaccone (The Hustler)

### Migliore attrice non protagonista
- Rita Moreno - West Side Story
- Fay Bainter - Quelle due (The Children's Hour)
- Judy Garland - Vincitori e vinti (Judgment at Nuremberg)
- Lotte Lenya - La primavera romana della signora Stone (The Roman Spring of Mrs. Stone)
- Pamela Tiffin - Uno, due, tre! (One, Two, Three)

### Migliore attore debuttante
- Warren Beatty
- Richard Beymer
- Bobby Darin
- George C. Scott

### Migliore attrice debuttante
- Ann-Margret
- Jane Fonda
- Christine Kaufmann
- Pamela Tiffin
- Cordula Trantow

### Migliore colonna sonora originale
- Dimitri Tiomkin - I cannoni di Navarone (The Guns of Navarone)
- Elmer Bernstein - Estate e fumo (Summer and Smoke)
- Harold Rome - Fanny
- Miklós Rózsa - El Cid
- Miklós Rózsa - Il re dei re (King of Kings)

### Migliore canzone originale
- Town without Pity, musica di Dimitri Tiomkin, testo di Ned Washington - La città spietata (Town without Pity)

### Miglior film straniero
- La ciociara, regia di Vittorio De Sica (Italia)
- Il bravo soldato Schwejk (Der Brave Soldat Schwejk), regia di Axel von Ambesser (Germania)
- Il dominatore degli Indios (Ánimas Trujano (El hombre importante)), regia di Ismael Rodríguez (Messico)

## Premi per la televisione
Vengono di seguito indicati in grassetto i vincitori. Ove ricorrente e disponibile, viene indicato il titolo in lingua italiana e quello in lingua originale tra parentesi.

### Miglior trasmissione televisiva
- Io e i miei tre figli (My Three Sons)
- What's My Line?

### Miglior star televisiva maschile
- John Charles Daly
- Bob Newhart

### Miglior star televisiva femminile
- Pauline Frederick

## Premi onorari
- Golden Globe alla carriera: Judy Garland
- Golden Globe Speciale
  - Army Archerd (Daily Variety) per il suo contributo giornalistico
  - Mike Connolly (The Hollywood Reporter) per il suo contributo giornalistico
  - Samuel Bronston produttore di El Cid
- Henrietta Award
  - Il migliore attore del mondo: Charlton Heston
  - La miglior attrice del mondo: Marilyn Monroe